# Gare centrale de Poznań
La gare centrale de Poznań (en polonais: Poznań Główny) est la plus grande gare de Poznań (Pologne).

### Accueil

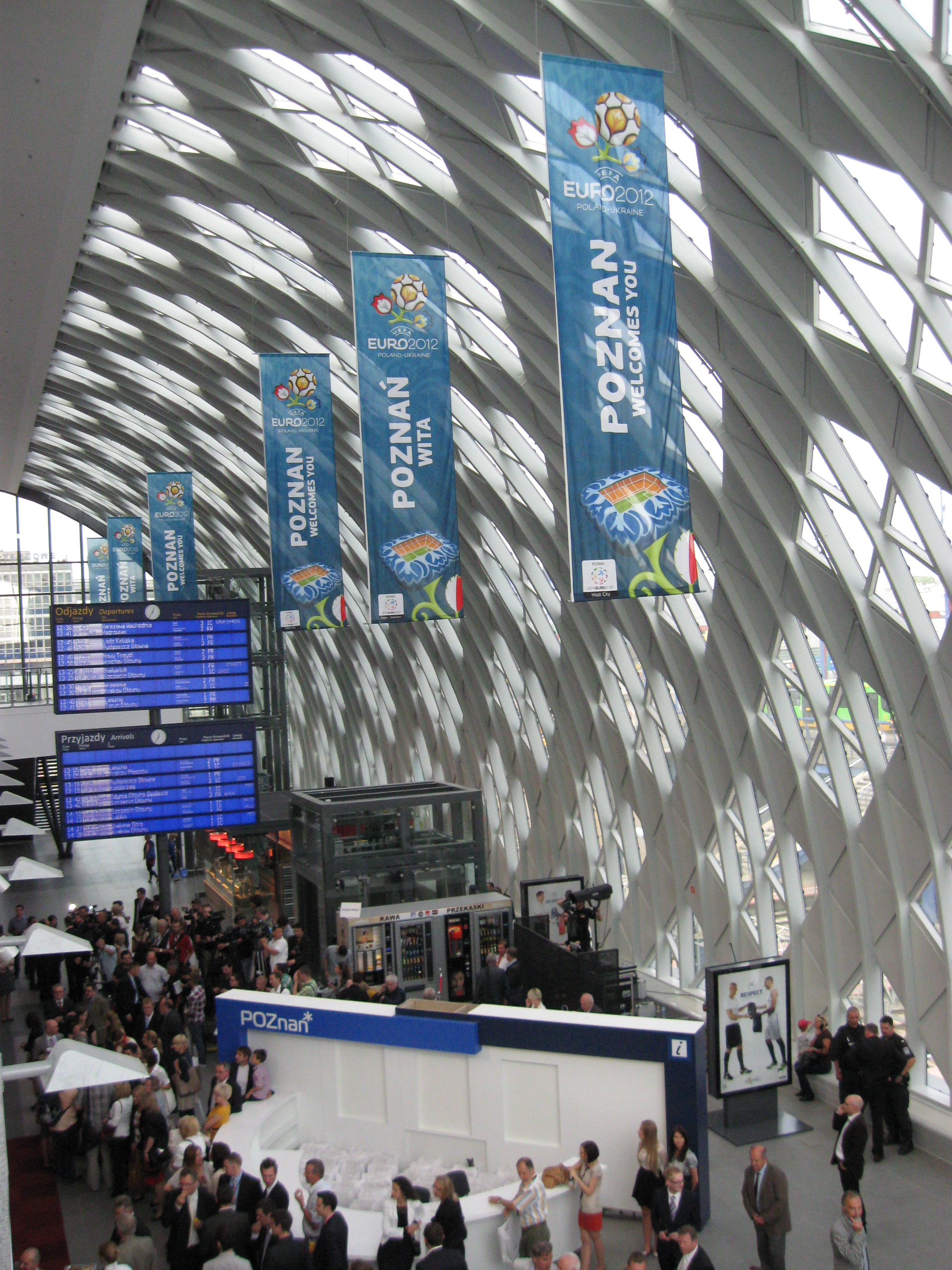
Hall principal

## Service des voyageurs

### Desserte
- Amsterdam (EN)
- Babimost (REGIO), (TLK)
- Berlin (EIC), (EN)
- Białystok (TLK)
- Bielsko-Biała (TLK)
- Bydgoszcz (REGIO), (TLK), (EIC), (IR)
- Chodzież (REGIO), (TLK)
- Cracovie (TLK)
- Francfort-sur-l'Oder (RE), (EIC), (EN)
- Gdynia (TLK), (EIC)
- Gołańcz (KW)
- Gorzów Wielkopolski (REGIO), (TLK)
- Gniezno (REGIO), (TLK), (IR)
- Grodzisk Wielkopolski (KW)
- Ełk (IR)
- Inowrocław (REGIO), (TLK), (IR)
- Janikowo (REGIO)
- Jarocin (REGIO), (IR), (TLK)
- Jelenia Góra (REGIO), (TLK)
- Katowice (IR), (TLK)
- Kalisz (REGIO)
- Kępno (REGIO), (IR), (TLK)
- Kluczbork (REGIO), (IR), (TLK)
- Kłodawa (KW)
- Kołobrzeg (REGIO), (IR), (TLK)
- Konin (KW), (EIC), (TLK), (IR)
- Koszalin (REGIO), (TLK)
- Kościan (REGIO), (TLK), (IR)
- Krotoszyn (REGIO)
- Krzyż (REGIO), (TLK), (EIC), (IR)
- Kutno (KW), (TLK), (IR), (EIC)
- Leszno (REGIO), (IR), (TLK), (EIC)
- Lublin (TLK), (IR)
- Lubliniec (TLK), (IR)
- Łódź (REGIO), (TLK)
- Mogilno (REGIO), (IR), (TLK)
- Munich (EN)
- Moscou (EN)
- Olsztyn (REGIO), (IR), (TLK)
- Ostrów Wielkopolski (REGIO), (IR), (TLK)
- Piła (REGIO), (TLK)
- Przemyśl (TLK)
- Rawicz (REGIO), (IR), (TLK)
- Rogoźno Wielkopolskie (REGIO), (TLK)
- Słupsk (REGIO), (TLK)
- Szczecin (REGIO), (TLK), (IR), (EIC)
- Świnoujście (REGIO), (TLK), (IR), (EIC)
- Toruń (REGIO), (TLK), (IR)
- Ustka (TLK)
- Wałbrzych (REGIO), (TLK)
- Varsovie (TLK), (IR), (EIC)
- Wągrowiec (KW)
- Wolsztyn (KW)
- Wieluń (TLK)
- Wrocław (REGIO), (TLK), (IR), (EIC)
- Września (REGIO), (TLK), (KW), (IR)
- Zamość (TLK – Kolejowa Komunikacja Autobusowa od stacji Rzeszów)
- Zbąszynek (REGIO), (KW), (TLK), (EIC), (RE)
- Zielona Góra (REGIO), (TLK), (IR), (EIC)